# Grand Prix automobile d'Antibes
Le Grand Prix automobile d'Antibes - Juan-les-Pins, devenu Circuit international du Cap d'Antibes pour sa dernière édition, est un Grand Prix pour Formula libre organisé à trois reprises sur le circuit du plateau de la Garoupe à partir de la fin des années 1920 au sud-est d'Antibes (près de Nice et à l'est de Cannes, par l'Automobile Club d'Antibes-Juan-les-Pins et par L'Auto, avec le patronage de L'Eclaireur de Nice et du Sud-Est).

## Histoire
La Commission Sportive de l'ACF permet déjà en 1927 l'organisation d'un évement national sur le nouveau circuit, de portée cependant mineure (dont une course de plus de 1,1 l).
Le Grand Prix se déroule au début du mois d'avril pour les deux premières éditions, puis au milieu de celui de septembre. En 1927, Charles Faroux en est le directeur de course, assisté d'Ernest Friderich, devant près de 50 000 spectateurs lors du lundi de Pâques.
Le circuit de La Garoupe ("du Cap d'Antibes"), semi-urbain, mesure près de 4 kilomètres. Couvert 75 fois pour un total de 305 kilomètres en 1928 et 1929. Il passe par "La Gardiole", "Notre Dame" et la "Pointe de Bacon" au niveau du cap. Le trajet à effectuer passe à seulement 102 kilomètres en 1932 (25 tours, avec cependant encore près de 30 000 spectateurs).
Une course motocycliste précède la ou les épreuves sur quatre roues.
En 1932, un rallye Paris-Juan-les-Pins fait aussi partie des festivités.

## Palmarès

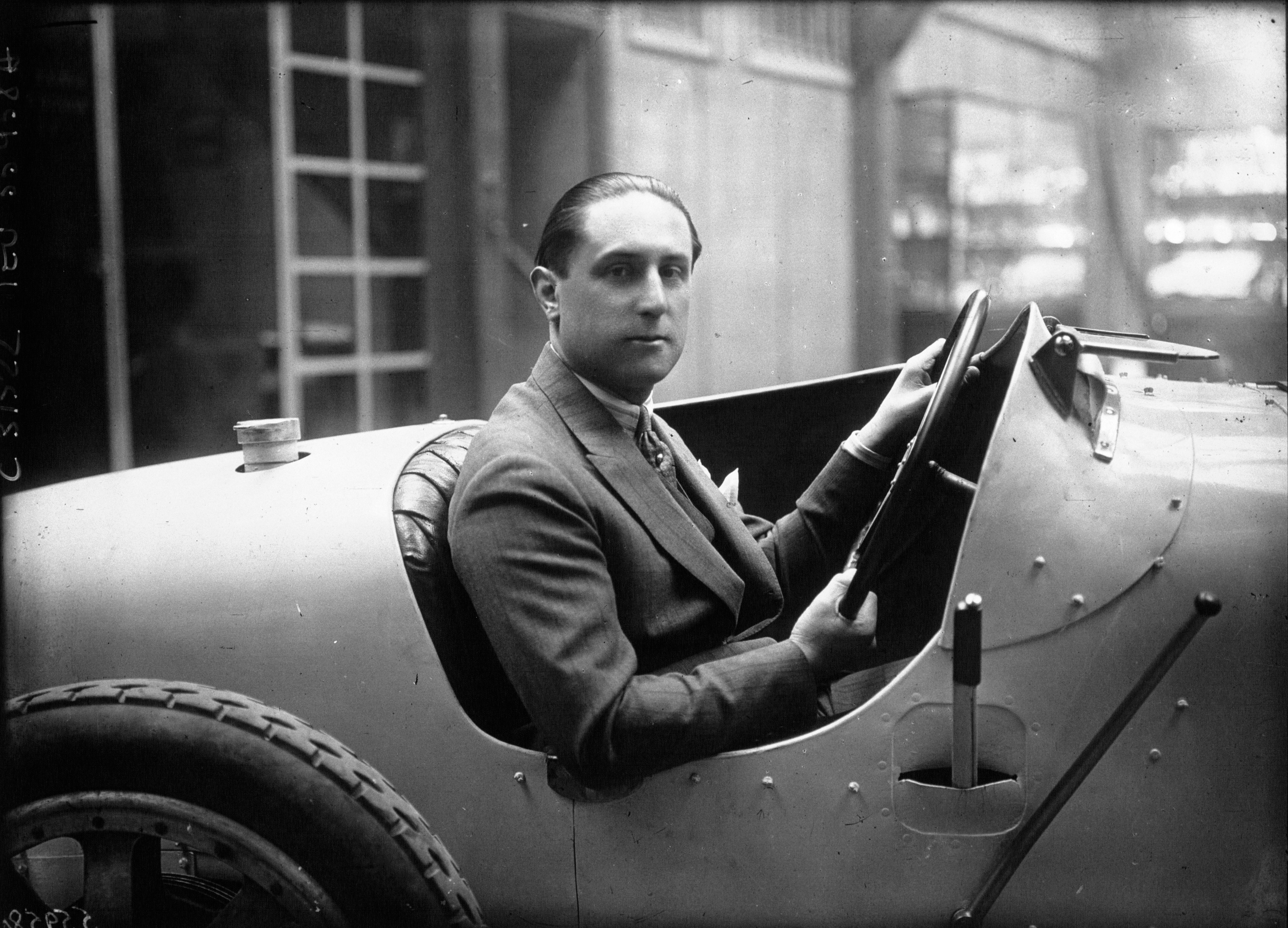
Lepori sur Bugatti (ici en 1928).

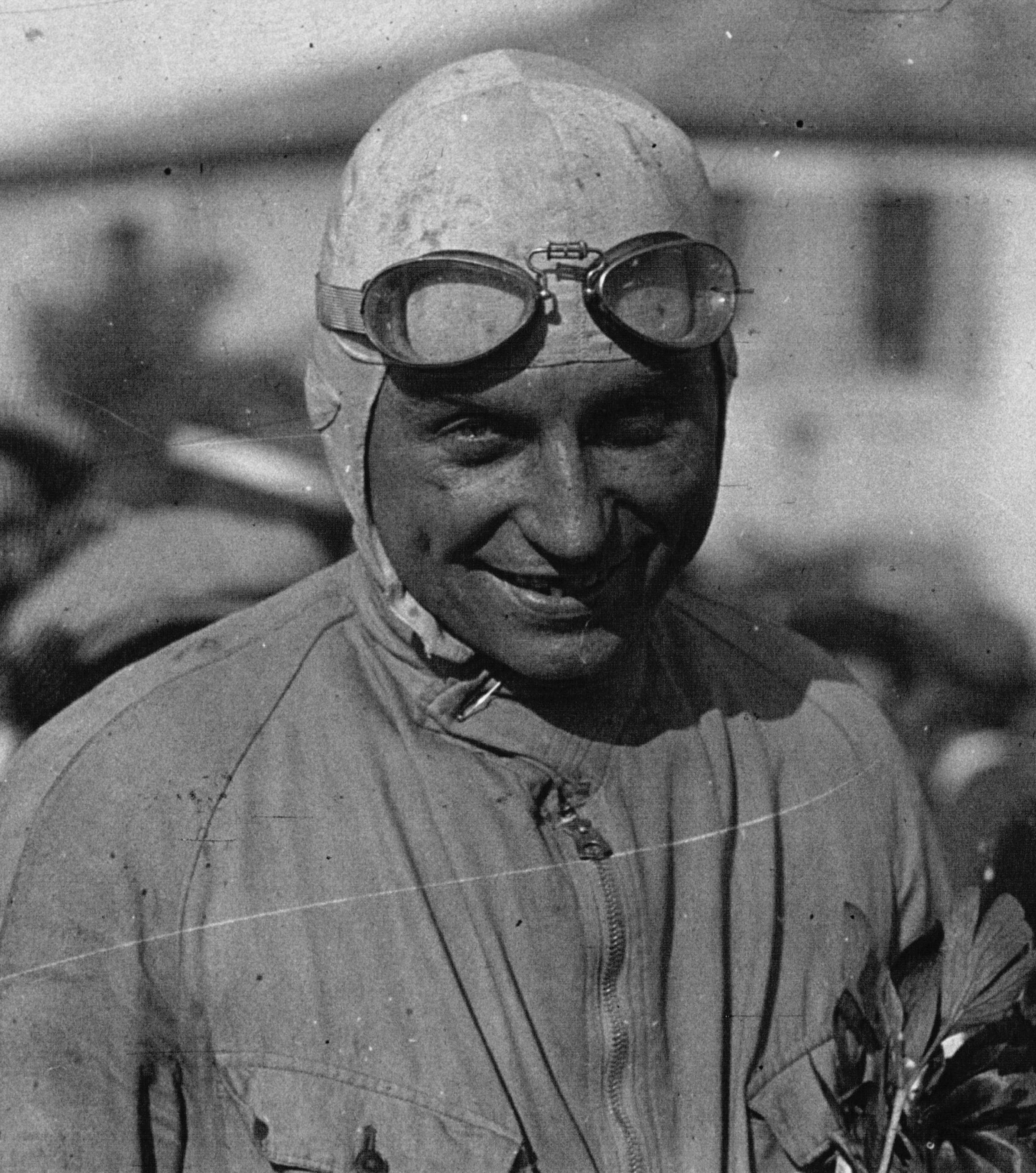
Falchetto en 1932 (ici à Nîmes).

| Année     | Vainqueur        | Voiture          |
| --------- | ---------------- | ---------------- |
| 1927      | Edward Bret      | Bugatti          |
| 1928      | Louis Chiron     | Bugatti Type 35B |
| 1929      | Mario Lepori     | Bugatti Type 35B |
| 1930-1931 | Annulé           | Annulé           |
| 1932      | Benoît Falchetto | Bugatti Type 35B |